# Joseph Schildkraut
Joseph Schildkraut (født 22. marts 1896 i Wien, Østrig, død 21. januar 1964 i New York City, USA) var en østrigsk-amerikansk teater- og filmskuespiller.
Han vandt Oscar i 1937 i klassen for bedste mandlige birolle som "Kaptajn Alfred Dreyfus" i filmen The Life of Emile Zola. Joseph Schildkraut har fået en stjerne på Hollywood Walk of Fame for sit bidrag indenfor filmindustrien.

## Filmografi (udvalg)
- 1938 – Marie Antoinette
- 1940 – Den lille butik
- 1959 – Anne Franks dagbog